# Aleksandra Samussenko
Aleksandra Samussenko (rus: Александра Григорьевна Самусенко)  (Kirava, 1922 - Suliszewice, 3 de març de 1945) va ser una comandant soviètica de tancs T-34 i oficial d'enllaç durant la Segona Guerra Mundial. Va ser l'única conductora de tancs del 1r exèrcit blindat de la Guàrdia.
Samussenko va rebre l'Orde de la Guerra Patriòtica de 2a i 1a classe, i l'Orde de l'Estrella Roja, que va rebre per valentia a la batalla de Kursk.

## Biografia
Nascuda a Txità (Sibèria) o al raion de Žłobin (aleshores a l'RSS Belarussa), Samussenko va començar a combatre com a soldat en una patrulla d'infanteria. Va participar en la Guerra d'Hivern (1939-1940) contra Finlàndia com a soldat d'un regiment d'infanteria. Més tard, es va graduar en l'acadèmia de tancs i va ser assignada al 1r exèrcit blindat de la Guàrdia. Samussenko va rebre l'Ordre de l'Estrella Roja quan la seva tripulació del tanc va derrotar tres tancs alemanys Tiger I. Més tard, Samussenko va participar en l'ofensiva de Lvov-Sandomierz.

El veterà i escriptor de la Segona Guerra Mundial, Fabian Garin, al seu llibre Tsvety na tankakh (Les flors sobre els tancs), va esmentar un episodi quan un tal Mindlin, qui es va enamorar de Samussenko, li va demanar «que no fumés ni begués». Samussenko el va aturar dient-li «Potser t'has enamorat?», El va besar al cap, i després va deixar de fumar i beure.

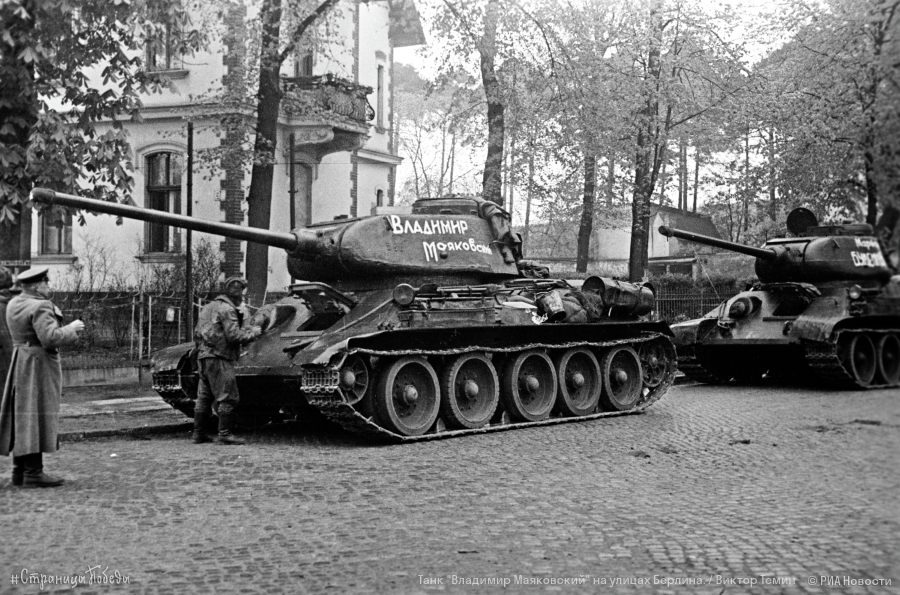
Tancs T-34 del 1r exèrcit blindat de la Guàrdia durant la batalla de Berlín

El sergent de l'exèrcit estatunidenc Joseph Beyrle, que havia fugit del camp de presoners de guerra Stalag III-C a Alt Drewitz a principis de gener de 1945, es va trobar amb la brigada de tancs de Samussenko a mitjan gener. Beyrle, un dels pocs soldats estatunidencs coneguts per haver servit tant amb l'exèrcit dels Estats Units com amb l'exèrcit soviètic a la Segona Guerra Mundial, la va convèncer perquè li permetés lluitar amb la unitat de camí cap a Berlín, començant així una etapa en un batalló de tancs soviètics, on es va apreciar la seva experiència en demolicions. Beyrle, que va informar que Samussenko havia perdut el seu marit i tota la seva família durant la guerra, i va citar Samussenko com a símbol de la fortalesa i el coratge demostrat pel poble soviètic durant aquest període.
Samussenko va morir per les ferides al llavors poble alemany de Zülzefitz (actual poble polonès Suliszewice, a 70 km de Szczecin) durant l'ofensiva de Pomerània Oriental. Segons el veterà de la Segona Guerra Mundial, Pyotr Demidov, va ser aixafada sota les erugues d'un tanc soviètic, el conductor del qual no va poder veure les persones que l'acompanyaven a la foscor. Segons una altra versió, es tractava d'un vehicle d'artilleria autopropulsat alemany. Va ser enterrada a Łobez (Polònia) a prop del monument a Guillem I.
El 13 de març de 1945, Samussenko va rebre a títol pòstum l'Orde de la Guerra Patriòtica de primera classe.

### La Guerra civil espanyola
Al seu llibre de 1975, l'escriptor rus Y. A. Zhukov va escriure que Samussenko era una veterana de la Guerra Civil espanyola (1936-1939), tot i que Garin va descartar aquest rumor a Tsvety na tankakh. Segons Garin, aquest rumor provenia d'un soldat anomenat Balandin, qui va dir al comandant del batalló Zhukov que Samussenko havia lluitat a Espanya:
| « | El meu subfusell metrallador [Balandin] Kolka ... se li va acostar i li va dir: «[…] Et vaig veure a les rodalies d'Osca... ¡No pasarán!», I ella li va respondre: «No em recordo de tu»[...] | » |

Zhukov li va preguntar per què ocultava el seu servei i Balandin va respondre que no ho sabia, «però per alguna raó molts no volen revelar que van lluitar a Espanya». Garin cita a més el xicot de Samussenko, Mindlin, qui més tard va dir que «mai no hi ha estat».